# Migrationsdruck
Unter Migrationsdruck versteht man in den Sozialwissenschaften eine Ansammlung von Faktoren, die sich auf die Migrationswilligkeit der Bevölkerung bzw. bestimmter Teile der Bevölkerung fördernd auswirken. Die Migrationsforschung unterscheidet teilweise zwischen Push- und Pull-Faktoren (treibenden und anziehenden Faktoren), Migrationsdruck ist synonym mit Push-Faktoren zu verstehen.
Die Art der Faktoren kann höchst unterschiedlich sein und reicht von (relativer) wirtschaftlicher Not bis zu politischer Verfolgung. Entsprechend kann Migrationsdruck von bestimmten Bevölkerungsgruppen oder Institutionen selektiv gegen bestimmte Bevölkerungsteile gerichtet sein (Rassismus, religiöse Diskriminierung etc.) oder kann ein Merkmal solcher gesellschaftlicher Phänomene.
Migrationsdruck kann auch unselektiv sein, etwa als Folge von Ereignissen wie Naturkatastrophen, Hungersnöten, Überbevölkerung.
Laut einer Studie des Berlin-Instituts für Bevölkerung und Entwicklung wandern aus den armen Ländern Afrikas vor allem 20- bis 30-jährige junge Männer aus, die zum Mittelstand gehören. Umso reicher ein afrikanisches Land ist, desto stärker sei die Wahrscheinlichkeit, dass Menschen migrieren. Mit zunehmender Entwicklung steige zunächst die Wahrscheinlichkeit, dass Menschen migrieren, sinke andererseits die Kinderzahl, und wenn Perspektiven vor Ort vorhanden sind, blieben die meisten Menschen gern in ihrer Heimat. Fluchtursachen würden durch Entwicklung nur langfristig, nicht aber kurzfristig verringert.
Der Migrationsdruck ist selten über längere Zeit hinweg konstant, sondern vielmehr Schwankungen unterworfen.
Die Europäische Union entwickelt im Rahmen einer gemeinsamen Asyl- und Migrationspolitik Maßnahmen, um auf den Migrationsdruck in Europa zu reagieren.
Am 10. Dezember 2018 nahmen in Marrakesch 164 Mitgliedsstaaten der Vereinten Nationen den Globalen Pakt für eine sichere, geordnete und reguläre Migration an, am 17. Dezember 2018 die Generalversammlung der Vereinten Nationen den Globalen Pakt für Flüchtlinge.

## Beispiele
- Die Große Hungersnot in Irland: Eine Million Menschen, etwa zwölf Prozent der irischen Bevölkerung, verhungerten; zwei Millionen Iren gelang die Auswanderung.[4]
- Nach dem Jahr ohne Sommer 1816 – auch die Sommer 1817, 1818 und 1819 waren besonders kühl – wanderten in den klimatisch bzw. von Missernten besonders betroffenen Gegenden, zum Beispiel in Süddeutschland und der Schweiz, viele Menschen aus, die meisten nach Amerika. Die damalige Klimaveränderung war ein Vulkanischen Winter infolge des Ausbruchs des Vulkans Tambora auf der Insel Sumbawa im heutigen Indonesien. Der Vulkan hatte ungefähr 150 km³ Staub und Asche in die Atmosphäre geschleudert; sie legten sich in oberen Luftschichten wie ein Schleier um den gesamten Erdball.